# Christiaan Ravych
Christiaan Ravych, né le 30 juillet 2002 à Courtrai en Belgique, est un footballeur belge qui joue au poste de défenseur au Cercle Bruges KSV.

## Biographie

### En club
Christiaan Ravych est un produit de l'académie du Club Bruges KV qu'il quitte pour rejoindre le club voisin du Cercle Bruges KSV où il signe un contrat semi-professionnel le 8 décembre 2021. Il fait ses débuts professionnels avec le Cercle le 30 juillet 2022 en montant au jeu à la place d'Edgaras Utkus, blessé, lors de la victoire 1-0 face au RSC Anderlecht.
Il inscrit son premier but, synonyme de victoire, pour le Cercle le 5 novembre 2022 contre OH Louvain dans les arrêts de jeu,.
En décembre 2022, le contrat de Ravych est prolongé jusqu'en 2025, avec une option pour une saison supplémentaire.

### En sélections nationales
Christiaan Ravych est international belge chez les jeunes, il a déjà été sélectionné pour les moins de 16 ans, moins de 17 ans et moins de 20 ans.
D'ascendance ukrainienne, il a exprimé son intérêt potentiel pour l'équipe d'Ukraine.
Le 1er septembre 2023, Ravych est appelé pour la première fois chez les espoirs par le nouveau sélectionneur, Gill Swerts. Il ne pourra toutefois pas honorer sa première cape car il est écarté des terrains pendant plusieurs semaines à la suite d'une blessure aux ischio-jambiers.

## Statistiques

### En club
| Saison                | Club                  | Championnat           | Championnat | Championnat | Championnat | Coupe(s) nationale(s) | Coupe(s) nationale(s) | Coupe(s) nationale(s) | Compétition(s) continentale(s) | Compétition(s) continentale(s) | Compétition(s) continentale(s) | Compétition(s) continentale(s) | Autres compétitions | Autres compétitions | Autres compétitions | Autres compétitions | Total | Total | Total |
| Saison                | Club                  | Division              | M.          | B.          | P.d.        | M.                    | B.                    | P.d.                  | Comp.                          | M.                             | B.                             | P.d.                           | Comp.               | M.                  | B.                  | P.d.                | M.    | B.    | P.d.  |
| 2022-2023             | Cercle Bruges KSV     | Division 1A           | 26          | 1           | 0           | 2                     | 0                     | 0                     | -                              | -                              | -                              | -                              | PO2                 | 5                   | 0                   | 0                   | 33    | 1     | 0     |
| 2023-2024             | Cercle Bruges KSV     | Division 1A           | 15          | 0           | 2           | -                     | -                     | -                     | -                              | -                              | -                              | -                              | PO1                 | 10                  | 0                   | 0                   | 25    | 0     | 2     |
| 2024-2025             | Cercle Bruges KSV     | Division 1A           | 28          | 1           | 0           | 2                     | 0                     | 0                     | C3+C4                          | 4+8                            | 0+1                            | 0+0                            | PO3                 | 8                   | 0                   | 0                   | 50    | 2     | 0     |
| 2025-2026             | Cercle Bruges KSV     | Division 1A           | 4           | 0           | 0           | -                     | -                     | -                     | -                              | -                              | -                              | -                              | -                   | -                   | -                   | -                   | 4     | 0     | 0     |
| Total sur la carrière | Total sur la carrière | Total sur la carrière | 73          | 2           | 2           | 4                     | 0                     | 0                     | -                              | 12                             | 1                              | 0                              | -                   | 23                  | 0                   | 0                   | 112   | 3     | 2     |